# San Pedro de Ribas
San Pedro de Ribas (oficialmente en catalán: Sant Pere de Ribes) es un municipio de la comarca del Garraf, en la provincia de Barcelona, comunidad autónoma de Cataluña, España. Se encuentra situado al suroeste del macizo del Garraf, con una pequeña zona costera.

## Geografía
Conforman el municipio dos núcleos de población principales, de unos 15 000 habitantes cada uno, separados por una distancia de cinco kilómetros. El núcleo principal y capital municipal es San Pedro de Ribas, aunque se conoce con su nombre histórico, Ribas. Las Roquetas es el otro núcleo de población importante, situado al suroeste del término municipal, a tan solo 1 km de Villanueva y Geltrú, que se empezó a construir en los años cincuenta del siglo XX, a causa de la emigración procedente de Andalucía, Murcia y otras regiones, pero también de obreros procedentes de la colonia cementera de Vallcarca, en Sitges. Completan el término municipal tres aldeas de origen medieval (Puigmoltó, les Torres y Vilanoveta) y unas cuantas urbanizaciones.

## Demografía
San Pedro de Ribas cuenta con una población de 32 121 habitantes (INE 2024).

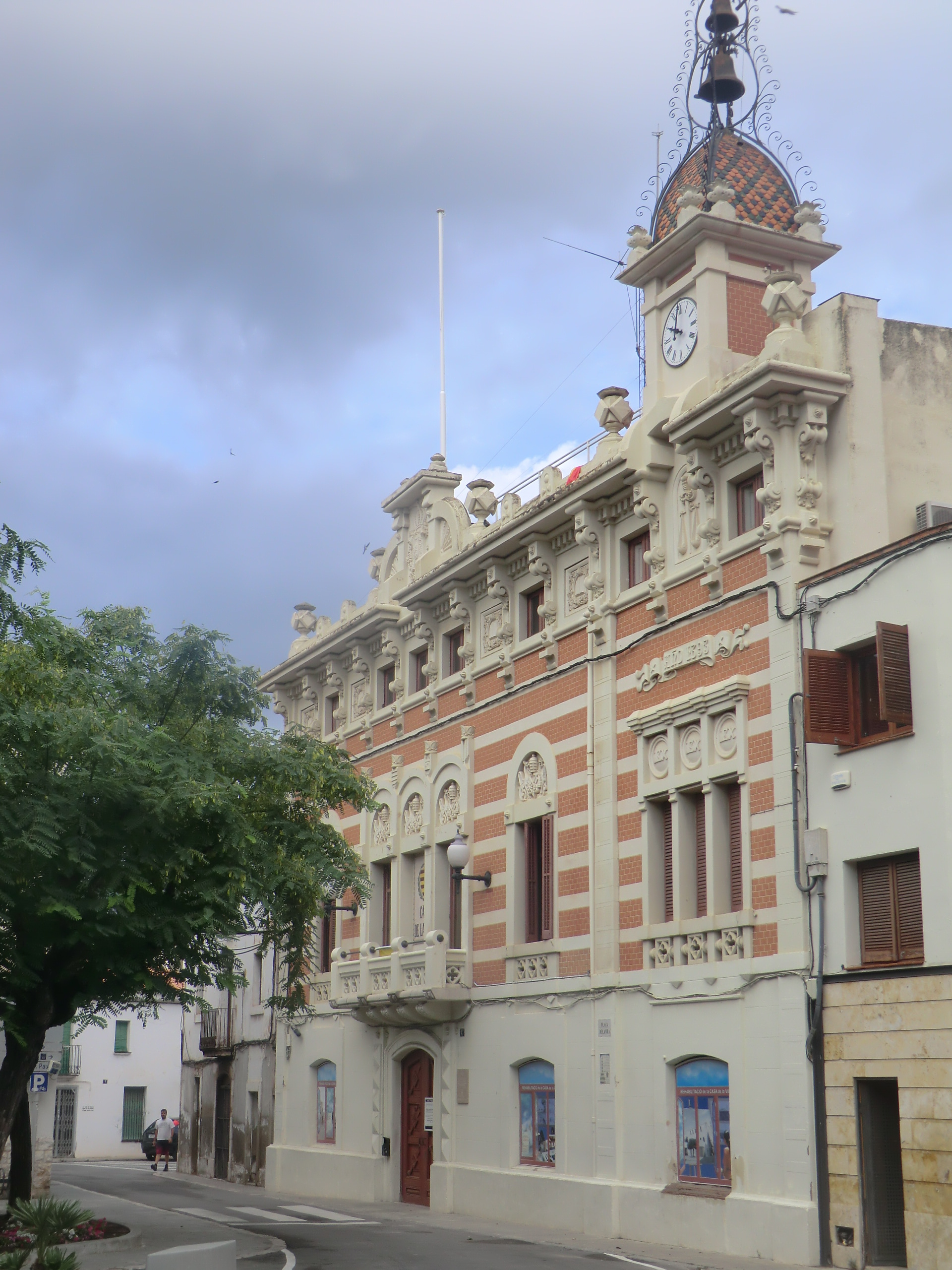
Ayuntamiento de San Pedro

| Gráfica de evolución demográfica de San Pedro de Ribas entre 1842 y 2021 |
| |
| Población de derecho según los censos de población del INE. Población de hecho según los censos de población del INE.En estos censos se denominaba San Pedro de Ribas: 1842, 1857, 1860, 1877, 1887, 1897, 1900, 1910, 1920, 1930, 1940, 1950, 1960, 1970 y 1981. Entre el censo de 1857 y el anterior, crece el término del municipio porque incorpora a Roqueta. |

## Administración y política
| Periodo   | Nombre                     | Partido | Partido                                    |
| --------- | -------------------------- | ------- | ------------------------------------------ |
| 1979-1991 | Xavier Garriga i Cuadras   |         | Unitat Municipal 9 (UM9)                   |
| 1991-1995 | Josep Antoni Blanco i Abad |         | Partit dels Socialistes de Catalunya (PSC) |
| 1995-1999 | Xavier Garriga i Cuadras   |         | Unitat Municipal 9 (UM9)                   |
| 1999-2013 | Josep Antoni Blanco i Abad |         | Partit dels Socialistes de Catalunya (PSC) |
| 2013-2014 | Anna Gabaldà Felipe        |         | Unitat Municipal 9 (UM9)                   |
| 2014-2015 | Lluís Giralt i Vidal       |         | Convergència i Unió (CiU)                  |
| 2015-act. | Abigail Garrido Tinta      |         | Partit dels Socialistes de Catalunya (PSC) |

| Partido político                                         | 2023  | 2023  | 2023       | 2019  | 2019  | 2019       | 2015  | 2015  | 2015       | 2011  | 2011  | 2011       | 2007  | 2007  | 2007       |
| Partido político                                         | %     | Votos | Concejales | %     | Votos | Concejales | %     | Votos | Concejales | %     | Votos | Concejales | %     | Votos | Concejales |
| Partit dels Socialistes de Catalunya (PSC)               | 51,02 | 5759  | 13         | 48,00 | 6278  | 12         | 28,52 | 3064  | 7          | 28,87 | 2777  | 7          | 36,83 | 3399  | 9          |
| Candidatura d'Unitat Popular (CUP)                       | 12,27 | 1385  | 3          | 22,73 | 2974  | 5          | 18,05 | 1939  | 4          | 19,48 | 1874  | 5          | 16,25 | 1500  | 4          |
| Junts per Catalunya (JxC)-Convergència i Unió (CiU)      | 11,88 | 1341  | 3          | 3,11  | 408   | 0          | 18,28 | 1964  | 4          | 22,57 | 2171  | 5          | 18,79 | 1734  | 4          |
| En Comú Podem (ECP)-Iniciativa per Catalunya Verds (ICV) | 6,59  | 744   | 1          | 6,31  | 826   | 1          | 4,65  | 499   | 0          | —     | —     | —          | —     | —     | —          |
| Vox                                                      | 5,00  | 565   | 1          | —     | —     | —          | —     | —     | —          | —     | —     | —          | —     | —     | —          |
| Esquerra Republicana de Catalunya (ERC)                  | 4,58  | 517   | 0          | 10,27 | 1344  | 2          | 7,34  | 788   | 1          | 3,32  | 319   | 0          | 5,73  | 529   | 1          |
| Partit Popular de Catalunya (PP)                         | 4,50  | 508   | 0          | 2,75  | 360   | 0          | 8,91  | 957   | 2          | 14,27 | 1373  | 3          | 9,83  | 907   | 2          |
| Ciutadans (CS)                                           | —     | —     | —          | 6,07  | 795   | 1          | —     | —     | —          | 6,61  | 636   | 1          | 2,30  | 212   | 0          |
| Fem Poble                                                | —     | —     | —          | —     | —     | —          | 12,43 | 1335  | 3          | —     | —     | —          | —     | —     | —          |

El alcalde entre 1999 y 2013 fue Josep Antoni Blanco Abad, del PSC.
Desde 2013 gobernaron en coalición UM9 (agrupación local próxima a la CUP) y CiU-ViA, con apoyos de la concejala de ICV, Bárbara Scuderi. Desde entonces y hasta mayo de 2015 hubo dos alcaldes que dividieron lo que quedaba de legislatura: Anna Gabaldà (UM9) y Lluís Giralt (CiU-ViA).